# Cerro de Piedra
Cerro de Piedra es una localidad del estado mexicano de Guerrero. Es parte del municipio de Acapulco de Juárez.

## Demografía
| Gráfica de evolución demográfica |
|                                  |

| Censo | Población |
| ----- | --------- |
| 1900  | 68        |
| 1910  | 61        |
| 1921  | 97        |
| 1930  | —         |
| 1940  | 95        |
| 1950  | 291       |
| 1960  | 428       |
| 1970  | 9         |
| 1980  | 640       |
| 1990  | 972       |
| 2000  | 1 192     |
| 2010  | 1 487     |
| 2020  | 1 337     |